# Zygmunt Krauze
Zygmunt Krauze (* 19. September 1938 in Warschau) ist ein polnischer Komponist und Pianist.

## Wirken
Krauze studierte Klavier bei Maria Wiłkomirska und Komposition bei Kazimierz Sikorski an der Fryderyk Chopin Universität für Musik in Warschau. 1966–1967 dank dem Stipendium der französischen Regierung studierte er in Paris bei Nadia Boulanger.
Krauze debütierte als Solist 1963. 1967 gründete er „Warsztat Muzyczny“ (Musikalische Werkstatt) und trat mit der Gruppe 20 Jahre lang auf. Krauze trat auch als Solist mit vielen Orchestern und Dirigenten auf, wie Gary Bertini, Jan Krenz, Leif Segerstam, Kazimierz Kord, Kazuyoshi Akiyama, Bohdan Wodiczko, Paul Zukofsky, Ernest Bour, Hans Zender, Jerzy Maksymiuk und Luca Pfaff.
1974–1975 wohnte er in Berlin als Stipendiat von DAAD. 1982 auf Einladung von Pierre Boulez arbeitete er bei IRCAM (Institut de recherche et coordination acoustique/musique - Forschungsinstitut für Akustik/Musik) in Paris.
Er hielt Vorträge in vielen Städten Europas (Darmstadt, Basel, Stockholm), in den USA bei Indiana University in Bloomington, Yale University in New Heaven, Cornell University in Ithaca, University of Southern California in Santa Barbara, sowie in Japan (Tokio, Osaka, Kōbe), Israel und Hongkong.
1996 wurde er zum Eminent Corresponding Professor an der Keimiung University (Taegu, Südkorea) berufen.
2002 wurde er Professor für Komposition an der Musikakademie in Łódź, 2006 an der Fryderyk-Chopin-Musikakademie in Warschau.
Auf dem Kongress der Internationalen Gesellschaft für Neue Musik (ISCM) in Frankfurt 1987 wurde er zu deren Präsidenten gewählt und stand der Gesellschaft bis 1990 vor, 1999 wurde er Ehrenmitglied.
2007 wurde er Offizier der französischen Ehrenlegion.

## Wichtigste Werke
- Piece for Orchestra No. 1 (1969),
- Piece for Orchestra No. 2 (1970),
- II. Streichquartett (1970),
- Folk Music na orkiestrę (1972),
- Aus aller Welt Stammende für 10 Streichinstrumente (1973),
- Soundscape für Instrumente, Gegenstände und Tonband (1975),
- Fête galante et pastorale für Orchester und 4 Solisten (1975),
- Klavierkonzert (1976),
- Suite de dances et de chansons für Cembalo und Orchester (1977),
- Violinkonzert (1980),
- Der Stern, Kammeroper (1980),
- Tableau vivant für Kammerorchester (1982),
- Piece for Orchestra No. 3 (1982),
- Arabesque für Klavier und Kammerorchester (1983),
- III. Streichquartett (1983),
- Quatuor pour la naissance (1984),
- Symphonie Parisienne (1986),
- From Keyboard to Score für Klavier (1987),
- La Terre für Sopran, Klavier und Orchester (1995),
- II. Klavierkonzert (1996),
- Iwona, księżniczka Burgunda Oper in 4 Akten nach Witold Gombrowicz (2007).

## Diskographische Hinweise
- New Piano Sounds (Muza 1973)
- Georg Katzer / Zygmunt Krause / Jaroslav Krček Aide Memoire / Folk Music / Sonáty Slavíčkové (Recommended Records 1985)
- Chris Cutler, Lutz Glandien, Marie Goyette, Zygmunt Krauze, Otomo Yoshihide p53 (Recommended Records 1995)
- Fête galante et pastorale (Bölt 2013)
- John Tilbury / Zygmunt Krauze Grand Tour (Bölt 2015)

## Quelle
- Krystyna Tarnawska-Kaczorowska: Zygmunt Krauze - między intelektem, fantazją, powinnością i zabawą (Zygmunt Krauze – zwischen dem Intellekt, Fantasie, Pflicht und Spiel), Wydawnictwo Naukowe PWN, Warszawa 2001, ISBN 83-01-13426-7